# Josefins värld
Josefins värld var ett TV-program som visades på onsdagar hösten 2000 på ZTV. Programserien, som bestod av 12 delar, bestod i att Josefin Crafoord intervjuade artister, designer och skådespelare. Medverkande var även Alexandra Rapaport.